# Melagranàda
Melagranàda è un album della cantante Marisa Sannia pubblicato nel 1997 dalla Nar International. Si tratta del suo secondo album in lingua sarda realizzato in collaborazione con lo scrittore Francesco Masala, dopo Sa oghe de su entu e de su mare del 1993.

## Tracce
1. Melagranàda ruja (Francesco Masala, Marisa Sannia)
2. Una istella (F. Masala, M. Sannia)
3. Bellita bellita (F. Masala, M. Sannia)
4. Su piscadore a fura (F. Masala, M. Sannia)
5. Il marinaio blu (F. Masala, M. Sannia)
6. Sos bestidos de biancu (F. Masala, M. Sannia)
7. Rià rià (F. Masala, M. Sannia)
8. Mariafilonzana (F. Masala, M. Sannia)
9. No lamentos (F. Masala)
10. As semenadu in mare (F. Masala, M. Sannia)